# Carl-Gustaf Steen
Carl-Gustaf Stéen, född 1894 i Stora Tuna, Kopparbergs län, död, 1941, var en svensk reklamtecknare, målare och tecknare.
Han var son till Frans och Mimmi Steen och från 1918 gift med Anna Lisa Larsson. Steen som var autodidakt som konstnär arbetade huvudsakligen med illustrationsuppdrag för olika tidningar och reklamteckning. Vid sidan av sina uppdrag tecknade han bland annat jul- och gratulationskort som målare utförde han landskapsmålningar och arbetslivsskildringar i olja eller akvarell. Han var postumt representerad vid Dalarnas konstförenings höstutställning i Falun 1942. Steen är representerad med en oljemålning föreställande järnverksarbetare på väg hem från arbetet vid Domnarvets järnverk. 